# Krizmarij
Krizmarij, krizmatorij (od lat. chrismarium ili chrismatorium, prema grč. χρίσμα: pomazanje) ili spremnica (kustodija) sv. ulja je dio liturgijskog posuđa. 
U ovoj kovinskoj posudi čuvaju se zalihe triju vrsta svetoga ulja za obred krštenja, bolesničkog pomazanja i krizme, tj. katekumensko ulje, ulje za bolesničko pomazanje i posvećeno ulje sveta krizma. Posuda je izlivena u nekoj kovini. Prvotno su bile srebrene. S vanjske strane ukrašavali su ih reljefi.
Krizmarije se čuvalo na počasnim mjestima i nosilo u procesijama. Izgled krizmarija se promijenio u 17. stoljeću. Od tada je oblika triju valjkastih (cilindričnih) posudica s poklopcem. Posudice mogu biti i oblika kvadra, s poklopcem za navijanje.
Obično je ugravirano slovo koje označava sadržaj ulja (O, I i C ili CAT). Slovo O je oznaka za oleum sanctum,	„sveto ulje“, ulje kojim se mažu krštenici i svećenici u sakramentima krštenja i ređenja. Slovo I je oznaka za oleum infirmorum, „bolesničko ulje“, ulje kojim se mažu bolesnici u sakramentu bolesničkog pomazanja. Uz O se poslije dopisivalo Cattecu, radi razjašnjenja da se posudica ne zamijeni s onom za krizmu, pa O CAT znači O(leum) CAT(hecumenorum), odnosno ulje za pomaz krštenika (katekumena).
I dalje je kovina od kojeg je bio izliven uglavnom srebro. Ukrasi su prošireni na ugravirane sakralne ambleme i motive. Sve posudice su skupa stavljene u četvrtastu drvenu kutiju. I kutija je dekorirana s vanjske strane.
Posudica može biti i manje (dvije). Mogu se nalaziti na plitici ili na gravurom dekoriranim postoljima, također sakralnim motivima.